# المعقل (البصرة)
المعقل هي واحدة من أجمل المدن العراقية، وأكثرها جاذبية في منتصف القرن الماضي، لم تكن تختلف كثيرا عن القرى الوادعة في الريف الإنجليزي، بل تكاد تكون نسخة منها من حيث الهدوء والجاذبية والمنازل المتفرقة المعروفة بطابعها الأوربي القديم. سميت بهذا الاسم نسبة للصحابي المعقل بن يسار، واسمها المُحرف (ماركيل)، أما اسمها المثبت في خرائط عقارات الدولة فهو (كوت الإفرنكي).

## كوت الإفرنكي
ما زالت منطقة المعقل تُسمى المعقل إلا في مدة من القرن التاسع عشر الميلادي إذ سُمّيت كوت الفرنكي، وكان في البداية مركزاً للشركات البريطانية ومقراً للقنصلية البريطانية في البداية، ثم بعد الحرب العالمية الأولى حُرّف اسم المعقل إلى ماركيل وماركين، قال عبد القادر باش أعيان في كتابه (البصرة في أدوارها التاريخية "إن من عادة الغربيين لفظ حرف العين همزة وبحرف القاف كافاً فهم يقولون ماكل بدلَ معقل فظنّ بعض العوام في بلدنا أن هذه الكلمة أعجمية ولم يقفوا عند هذا الحد من تحريف معقل ب(ماكل) بل إن العوام حرّفوه تحريفاً آخر فسمّوه (ماركيل)"، كوت الإفرنجي معناه البيت المربّع الإفرنجي، كوت الإفرنكي أو كوت الإفرنجي هو مقاطعة في غرب شط العرب، في شمال البصرة، والمسافة بين هذا الكوت والبصرة 4 أميال، سُمي الإفرنكي لأن الإنكليز اتخذوه موقعاً لمؤسساتهم، كوت الإفرنكي في مقاطعة رقمها 39 واسمها "أراضي آر اي اف في كوت الإفرنكي"، تابعة لمركز قضاء البصرة، ذُكر اسم كوت الإفرنجي في شرطنامة ضمن مقاطعات في أنحاء البصرة مجاورة للبصرة مفرزة للمزايدة موقعة بيد نامق باشا، والي بغداد سنة 1866م،

## تطور المعقل
ازدهرت هذه المدينة وأخذت تتفوق على مثيلاتها من مدن البصرة ابتداءً من عام 1919، وهو العام الذي تحسنت فيه صورة التجمعات السكانية في الموانئ العراقية بعد الحرب العالمية الأولى، فصارت المعقل هي الوجهة المفضلة للباحثين عن الهدوء وسط الطبيعة الخلابة، وهي الملاذ الذي يمنحهم متعة التنقل بين جنبات طرقاتها وحدائقها وقناطرها الخشبية الصغيرة، وهي المنتجع المفتوح لطواقم السفن التجارية المترددة على مينائه ميناء المعقل، الذي كان سيدا لكل الموانئ والمرافئ في حوض الخليج العربي من دون منازع.
وكان يوجد بها مطار مدني بني في فتره الملكية العراقية وبنته شركة بريطانية وسمي بمطار المعقل الملكي حيث ظل المطار قائماً من الثلاثينات إلى سبعينات القرن العشرين.
بنيت معظم بيوتها على النمط الإنجليزي، وازدانت شوارعها بأشجار النخيل والكالبتوس والسدر، وتزينت أرصفتها بأزهار القرنفل والنرجس والبنفسج والياسمين، وطفت زنابق الماء على جداولها المنسابة نحو شط العرب، في نظام فريد يستمد طاقته الطبيعية من حركة المد والجزر في الليل والنهار، اما العطر الذي كان يعبق بشذاه في ليالي هذه المدينة المينائية الجميلة فهو عطر أزهار ملكة الليل، وكأنه هويتها وعلامتها الفارقة التي لا تنسى..
كان شارع (إجنادين) قطعة من الجنة بأشجار البرتقال والمشمش والسفرجل، كان عبارة عن فردوس طبيعي تعشش فوق أغصانه أجمل أنواع العنادل المغردة، ويغفو في ظلاله الحمام واليمام، لا يملك المتجول في هذا الشارع إلا أن يتأنى في سيره، ويبطئ حركته حتى لا تفوته فرصة التمتع بجاذبية المكان الذي جمع الجمال كله في صورة شارع الأحلام (شارع إجنادين).
توفرت للمعقل كل مستلزمات الرقي في المدة التي صار فيها (مزهر الشاوي) مديرا عاما لمصلحة الموانئ، فمنحها وقته كله، حتى أصبحت عنوانا بارزا من عناوين الرخاء، بنواديها الترفيهية (نادي البورت كلب، والرياضي، والأرمن، والسكك)، وقاعاتها الرياضية، ودورها السينمائية، ومسابحها الثلاثة (مسبح البورت كلوب، مسبح المطار، مسبح التشاينا كامب)، ومكتبتها العامة، ومساجدها العامرة، وحدائقها الشعبية (الأندلس، الجمهورية، البيت الصيني، السندباد، النجيبية، الشاطئ)، ومشاتلها الواسعة، ومدارسها التي كانت أنموذجا للمدارس الحديثة بمختبراتها ومسارحها وساحاتها وقاعاتها الدراسية)، وانفردت بملاعبها الكبيرة، التي شملت الألعاب كله، لكنها تميزت بملاعب التنس الأرضي، وكرة القدم، والسلة والطائرة، وقاعات رفع الأثقال..
وربما كانت مكتبتها العامة هي المكتبة الأكبر والأضخم بما تحتويه من كتب ومراجع نادرة. لقد كانت تأتيها المجلات والصحف الأجنبية من أوروبا محمولة على الطائرات المترددة على مطار شط العرب.